# Кладбище военнопленных и интернированных под Стшалковом
Кладбище военнопленных и интернированных под Стшалковом (нем. Stralkowo, пол. Strzałkowo, укр. Стрілково) — историческое кладбище в Польше. Основано в 1915 году при лагере для военнопленных под Стшалковом. Изначально захоранивались умершие в плену военнопленные, взятые Германской империей на фронтах Первой мировой войны (до 1918 года). Затем умершие из числа военнопленных, взятых Польской республикой на фронтах советско-польской войны 1919—1921 годов, и интернированных ею украинцев и белогвардейцев (1921—1924 годы). Имеет статус воинского кладбища.

## Месторасположение и состояние
Кладбище располагается близ местечка Ленжец, посреди сельскохозяйственных угодий, примерно в 1 км от национальной автотрассы № 92. Территория огорожена и за ней осуществляет уход общественная организация из города Слупца. В центре кладбища расположен памятник.

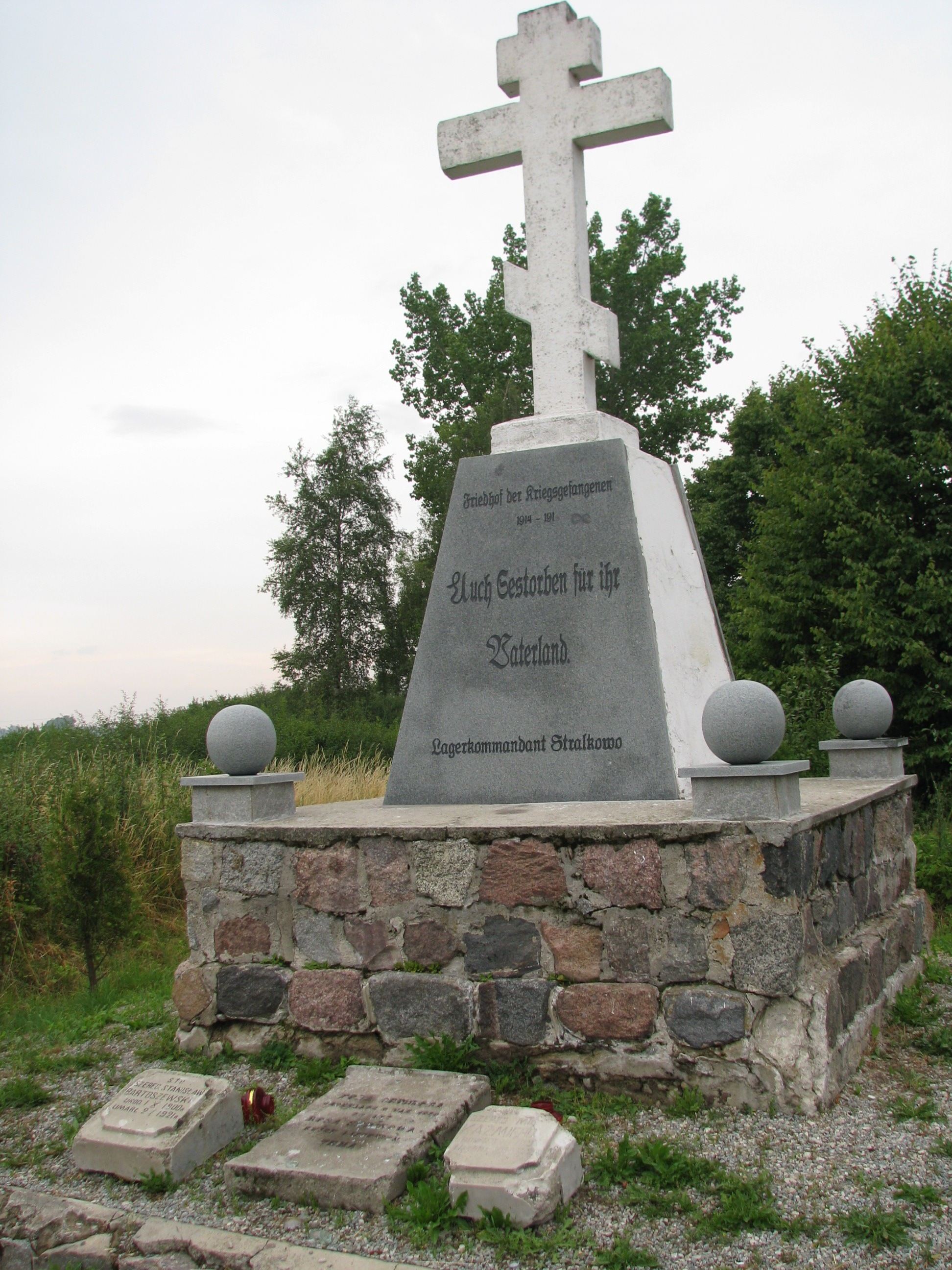
Памятник

## Правовой статус
Прямой надзор за состоянием кладбища, как военного кладбища, находится в ведении муниципалитета деревни Стшалково. Кладбище внесено в Польше в Национальный реестр памятных мест в 1994 году под номером A-511/252.

## История образования
Кладбище военнопленных и интернированных действовало примерно с 1915 года по 1923 год. За этот промежуток времени около 8000 узников разных национальностей были захоронены в коллективных и отдельных могилах, в том числе:
- 506 солдат Русской императорской армии — русские, украинцы, поляки и солдаты других национальностей (1915—1918 годы);
- 7 000 солдат Рабоче-крестьянской Красной армии разных национальностей (1919—1921 годы);
- около 500 заключенных, интернированных и их семей и гражданских лиц — в основном солдаты Украинской Галицкой армии, армии УНР, белогвардейского Русского корпуса генерала Н.Бредова (см. Бредовский поход), интернированные немецкие гражданские лица.